# П'ять будд дг'яні
П'ять будд дг'яні або будд медитації, також відомі як п'ять будд мудрості (кит. трад. 五智如来, піньїнь: wǔzhì rúlái) — це група божеств, які в русі Ваджраяни уособлюють п'ять аспектів первісного Будди й п'ять мудростей, що дозволяють перетворити п'ять негативних емоцій на позитивну енергію.

## Походження
Принцип п'яти Будд ґрунтується на понятті трікая (trikaya), яке спочатку було запропоноване школою йоґакара в русі махаяни. Згідно з цією теорією, Гаутама Будда є видимим проявом (нірманакайя) первісного Будди (дгармакайя). Існують також видимі прояви для медитаторів і бодхісатв, які називаються самбхогакайями. Ця теорія породила уявлення про те, що Будда може розмножуватися в різні форми, кожна з яких представляє один з його конкретних аспектів, його еманації.
Процес, за допомогою якого група зібралася разом, не зовсім зрозумілий. Здається, що Амітабха і Акшобхья спочатку були висунуті як прояви співчуття і мудрості первісного Будди. Пізніше, під впливом п'ятиелементної моделі, групу доповнили ще два божества, які представляли силу, що вивільняється в дії, і приховане духовне багатство. У «Сутрі Золотого Світла» вони називаються Дундубішвара і Ратнакету; саме в Гухьясамаджа-тантрі, одній з найдавніших відомих тантр, вперше з'являються імена Амоґхасіддгі і Ратнасамбхава. Центральною фігурою є Вайрокана, форма, в якій Будда диктує Аватамсака Сутру після свого просвітлення. Сам він може розглядатися не як справжній первісний Будда, а як його еманація; верховним Адібуддою тоді є Самантабхадра або Ваджрадхара.

## Мандала п'яти Будд
Через розмаїття традицій і практик, положення Будд і їхній колір можуть відрізнятися залежно від мандали, в якій вони з'являються. Їх також можуть супроводжувати богині, бодхісатви, гнівні форми (іноді зі своєю богинею) і дакіні. Найпоширеніший варіант їхнього зображення виглядає наступним чином:
|                       | Акшобх'я (Схід)               |                         |
| Амогхасіддхи (Північ) | Вайрочана (головний адібудда) | Ратнасамбхава (Південь) |
|                       | Амітабга (Захід)              |                         |